# Raw (film)
Raw är en amerikansk komedifilm med komikern Eddie Murphy från 1987.

## Handling
Filmen består av ett inspelat ståupp-uppträdande med Eddie Murphy. Den innehåller även filmatiserade sketcher.

## Om filmen
Eddie Murphy Raw är regisserad av Robert Townsend. Filmen var en uppföljare till Eddie Murphy Delirious.

## Rollista (urval)
- Eddie Murphy - sig själv
- Tatyana Ali - Eddies syster
- Samuel L. Jackson - Eddies onkel